# 弗農 (特拉華州)
弗農（英語：Vernon）是位於美國特拉華州肯特縣的一個非建制地區。該地的面積和人口皆未知。

## 地理
弗農的座標為39°53′56″N 75°39′10″W / 39.89889°N 75.65278°W，而該地的平均海拔高度為15米（即49英尺）。